# Från Köln till Kevlaar
Från Köln till Kevlaar (Deutsch: Von Köln nach Kevlaar) ist ein kurzer stummer schwedischer Dokumentarfilm aus dem Jahr 1921, der Bilder aus Köln und vom Niederrhein zeigt.

## Über den Film
Im Zusammenhang mit Ivan Hedqvists Verfilmung von Heinrich Heines Gedicht Die Wallfahrt nach Kevlar, das teilweise vor Ort in Deutschland gedreht wurde, nutzte der Fotograf des Films, Ragnar Westfelt, die Gelegenheit, auch den besuchten Orten zu filmen. Dieses Filmmaterial, das neben Gebäuden und Landschaftsbildern aus Köln und dem Rheintal auch Bilder der jährlichen Pilgerfahrt zum Wallfahrtsort Kevelaer enthält, wurde dann für den Kurzfilm Från Köln till Kevlaar zusammengestellt. Dieser Film wurde dann als Vorfilm für Vallfarten till Kevlaar bei der Uraufführung des Films am 9. Mai 1921 in Röda Kvarn in Stockholm gezeigt.